# Donja Mutnica
Donja Mutnica (em cirílico: Доња Мутница) é uma vila da Sérvia localizada no município de Paraćin, pertencente ao distrito de Pomoravlje, na região de Pomoravlje. A sua população era de 922 habitantes segundo o censo de 2011.

## Demografia
| 1948 | 1953 | 1961 | 1971 | 1981 | 1991 | 2002 | 2011 |
| ---- | ---- | ---- | ---- | ---- | ---- | ---- | ---- |
| 1745 | 1783 | 1758 | 1629 | 1503 | 1373 | 1051 | 922  |